# Анонимное общество Криворожских железных руд
Анонимное (акционерное) общество Криворожских железных руд было зарегистрировано в Париже 29 декабря 1880 г. при непосредственном участии А. Н. Поля - видного археолога, писателя, предпринимателя и общественного деятеля Юга России второй половины XIX в. 

## История
Статский советник Александр Николаевич Поль, считающийся первооткрывателем залежей железной руды в регионе, впоследствии получившем название Криворожский железорудный бассейн, в 1873 году арендует земельные участки Криворожского сельского общества сроком на 35 лет (через полтора года срок аренды продлевается еще на 55 лет) и учреждает «Общество Криворожских железных руд», которое дало начало «правильному добыванию Криворожских руд и процветанию местечка». Основная разведка районов залегания руд была фактически завершена в 1874 году. Тогда же был составлен геологический план и разрезы Криворожской котловины с нанесением залежей железной руды.
В статье горного инженера С. Конткевича, соратника А. Поля, «Геологическое описание окрестностей Кривого Рога Херсонской губернии», опубликованной в мартовском номере Горного журнала за 1880 год читаем:

Под нетолстым слоем третичных и более новых отложений тянется здесь вдоль Саксагани и Ингульца верст на 30 к северо-востоку и на столько же к юго-западу от Кривого Рога узкая, резко очерченная полоса, состоящая из кварцита, железисто-кварцитовлго, глинистого, хлоритового, талькового и других сланцев, с подчиненными им богатыми залежами разнообразных железных руд.
Тем не менее получить необходимое финансирование для начала промышленного освоения разведанных железорудных месторождений Полю удаётся только после привлечения к проекту французских пайщиков. Первоначальный основной капитал Общества Криворожских руд составлял 5 млн франков, разделённых на 10 тысяч акций в 500 франков каждая.
В августе 1881 года выдаёт первую руду принадлежащий Обществу Саксаганский рудник. За 1881 год добыто 555 тысяч пудов руды, в следующем году 150 рабочих рудника добыли 1 миллион пудов железной руды. На Криворожье началась «железная лихорадка». В 1883 году на руднике «Саксаганский» сотней рабочих были добыты 1,5 миллиона пудов руды.
В 1991 г. добыча руды прекращена в связи с отработкой ее запасов. В дальнейшем на шахте добывались граниты для производства строительного щебня.